# Síntoma (psicoanálisis)
El síntoma para el psicoanálisis es una de las formaciones del inconsciente cuya principal característica es ser una formación transaccional o de compromiso entre fuerzas opuestas en conflicto.
Se trata de un acto nocivo o inútil que el sujeto realiza contra su voluntad, experimentando sufrimiento y que puede agotar su energía psíquica, llegando incluso a incapacitarlo para realizar otras actividades. En psicoanálisis, todos los síntomas poseen un sentido inconsciente. El síntoma es uno de los resultados posibles de un proceso represivo.

## Definición
En la definición clásica de Freud los síntomas son actos nocivos o inútiles que el sujeto realiza contra su voluntad, experimentando displacer, sufrimiento y a veces incluso dolor, que agotan su energía psíquica y algunas veces lo incapacitan para realizar otras actividades. Todos los síntomas psicoanalíticos poseen un sentido inconsciente aunque el sujeto lo ignore.
Síntoma para el psicoanálisis no es lo mismo que síntoma para la psiquiatría. Por ejemplo, los signos de la esquizofrenia no cumplen con los requisitos para ser llamados síntomas desde el punto de vista psicoanalítico pero sí para la psiquiatría. Sin embargo, la discrepancia principal no es clínica, sino conceptual. Mientras que para la psiquiatría los síntomas son indicadores subjetivos que apuntan hacia los signos objetivos de una enfermedad, para el psicoanálisis el síntoma es la expresión subjetiva de un conflicto inconsciente. Más precisamente, es aquella formación que posibilita la expresión de lo que se ha reprimido y retorna, retorno que ocurre para la realización del fantasma inconsciente. El síntoma se encamina a dar cumplimiento a un deseo inconsciente, pero constituye a la vez una formación de compromiso para que sea posible, puesto que la represión vuelve a actuar sobre lo que retorna.

## Historia

### Primera teoría del síntoma
La primera teoría psicoanalítica del síntoma aparece en 1895 cuando Josef Breuer y Sigmund Freud recién estaban descubriendo el inconsciente. En ese momento notaron que cuando sus pacientes histéricas llegaban a comprender el sentido del síntoma y su significado accedía a la conciencia de la paciente, el síntoma desaparecía. Este fue el primer método terapéutico ideado por Freud: hacer consciente lo inconsciente.
En esa época Breuer y Freud pensaban que la génesis de los síntomas histéricos que estaban tratando era un proceso anímico cargado con intenso afecto al cual se le había impedido el acceso a la conciencia, y por lo tanto la abreacción, por lo cual el efecto estrangulado había optado por una vía alternativa y en vez de llegar a la conciencia había encontrado su desagote en una inervación corporal, es decir, en una conversión.
Las oportunidades en que se engendraron esas representaciones patógenas fueron designadas traumas psíquicos. Era la época de la teoría de la seducción.
Freud creía que cuando una nueva escena activaba el recuerdo de esas tempranas escenas de seducción, el síntoma aparecía como sustituto de ese recuerdo: en vez de recordar se producía un síntoma histérico. Por eso ellos utilizaban el método catártico y la abreacción como métodos terapéuticos para levantar los síntomas. Aún desconocían la etiología sexual de los síntomas, el concepto de represión y el de transferencia.

### Segunda teoría del síntoma
Cuando Freud descubre la represión, postula su segunda teoría del síntoma. En ella sostiene que lo reprimido inconsciente puede procurarse una
descarga dando rodeos porque conceptualiza el retorno de lo reprimido. Entonces el síntoma pasa a ser el resultado de una formación de compromiso entre el deseo y la defensa. La represión se produce porque la satisfacción de esa pulsión provocaría un displacer muy grande al Yo. El síntoma no es más que una satisfacción sustitutiva del deseo reprimido pero desfigurado y desviado de su meta por la resistencia del Yo. El síntoma es un sustituto de una satisfacción pulsional interceptada resultado de un proceso represivo.
Por eso, para el psicoanálisis, a diferencia de la psiquiatría, las actuaciones, las adicciones, los delirios, las alucinaciones, el fetichismo, voyeurismo,  sadismo, masoquismo no son síntomas cuando no cumplan con los requisitos de ser formaciones transaccionales entre un deseo y una defensa. La angustia o la inhibición tampoco son síntomas para el psicoanálisis, ni el fenómeno psicosomático.
La impotencia sexual, la frigidez o la eyaculación precoz no son síntomas sino inhibiciones de funciones sexuales. En ellas el Yo renuncia a funciones que le competen para no tener que realizar una represión. La inhibición, a diferencia del síntoma, es algo que sucede dentro del Yo.
La angustia, en cambio, funciona como una señal de alerta, que le avisa al sujeto de un peligro eminente por lo cual tampoco es un síntoma desde el punto de vista psicoanalítico.

### Teoría del síntoma en Lacan
Esta satisfacción sustitutiva a la que se refiere Freud el sujeto no la siente como placentera sino como dolorosa y esto es lo que más tarde Lacan va a conceptualizar como goce.
Para Jacques Lacan el síntoma no es más que su formulación, su puesta en palabras, un síntoma hablado por el paciente. El síntoma es lo que el paciente cuenta de su síntoma a su analista, quien lo escucha y lo interpreta. Para el psicoanálisis el síntoma no es el afecto o la vivencia sino un hecho del discurso porque conocemos solo el texto que el paciente relata en sesión.
El síntoma es una de las formaciones del Inconsciente.
Para Lacan el síntoma es el significante de un significado reprimido de la conciencia del sujeto, lo reprimido es el significado, y el síntoma que aparece es su significante. El síntoma, como formación del Inconsciente debe ubicarse en relación con el discurso del Amo porque el síntoma incluye el discurso del Otro en el secreto de su desciframiento: el Inconsciente es el discurso del  Otro, es el discurso Amo.
Lo propio del psicoanálisis es operar sobre el síntoma mediante la palabra, ya sea la palabra del paciente en su relato, ya sea la palabra del analista en su interpretación. El síntoma analítico es un síntoma que habla y se vuelve hablante a partir del momento en que es desplegado en el análisis. El analista levanta síntomas con su palabra y eso prueba que el síntoma está en la estructura misma del lenguaje.
Para Lacan los síntomas son efectos del lenguaje, no hay una esencia de la enfermedad, los fenómenos psicopatológicos son efectos que la estructura del significante produce en el sujeto.
Pero no son solamente lenguaje, el síntoma es una manera que encuentra el sujeto de gozar. Gozar que no es placer, sino una satisfacción paradójica que implica a las pulsiones parciales y conlleva a la vez sufrimiento.